# TLC (группа)
TLC («Ти-Эл-Си») — американская женская хип-хоп и ритм-н-блюзовая группа, образованная в 1991 году, в Атланте, штат Джорджия. Оригинальный состав состоял из Тионн «T-Boz» Уоткинс, Лиза «Left Eye» Лопес и Розонда «Chilli» Томас
Дебютный альбом группы, Ooooooohhh... On the TLC Tip (1992), был продан тиражом 6 млн копий в США, однако пик популярности пришёлся на середину 1990-х с выходом альбома CrazySexyCool(1994). Он стал одним из самых продаваемых альбомов в истории музыки с тиражом около 23 млн копий, который до сих пор остаётся единственным альбомом женской группы получившим бриллиантовый сертификат от Американской ассоциации звукозаписывающих компаний (RIAA). Альбом FanMail (1999) стал первым альбомом R&B группы в истории, получившим миллионный сертификат от Ассоциации звукозаписывающей индустрии Японии (RIAJ).
Продав более 65 миллионов записей по всему миру, TLC является самой продаваемой американской женской группой и второй во всем мире, после английской группы Spice Girls .
Девять синглов группы входили в топ-10 Billboard Hot 100, четыре возглавили его («Creep», «Waterfalls», «No Scrubs» и «Unpretty»).
Группа является 4-кратным обладателем премии «Грэмми». Журнал «Billboard» признал их одним из величайших трио всех времён. В 1994 стали авторами саундтрека в телешоу «Всякая всячина».
После смерти Лизы « Left Eye» Лопес в 2002 году, вместо того, чтобы заменить её, остальные участницы трио решили продолжить работу в качестве дуэта.
В 2017 году собирались выпустить свой последний альбом как TLC, но решили после выхода альбома продолжить выступать вместе.

## История

### 1990-91: Формирование и ранние годы
В 1990 году продюсер Айан Берк и Кристал Джонс придумали концепцию для девичьей группы, похожий на смесь современного R&B и hip-hop music и нового джек свинг. Кристал Джонс объявила кастинг для двух девушек, чтобы объединиться в трио. В конечном итоге к Джонс присоединились Тионн Уоткинс и Лиза Лопес. Группа получила название «2nd Nature» и девушки приступили к записи демо-материала с продюсерами Джермейн Дюпри и Рико Уэйд.
Далее группе удалось устроить прослушивание у певицы Перри «Pebbles» Рид, которая открыла собственную продюсерскую компанию Pebbitone.
Рид переименовала группу в TLC-Skee (где «TLC» является аббревиатурой имён девушек — Тионн, Лиза, и Кристалл) и устраивает прослушивания в звукозаписывающей компании LaFace Records, которой управли Кеннет «Babyface» Эдмондс и, в то время муж Перри, Антонио «LA» Рид.
Антонио Рид увидел потенциал в Уоткинс и Лопес, но считал, что Джонс не место в коллективе и она должна быть заменена. По словам Джонс, для неё всё пошло наперекосяк после того, как Перри Рид отказала группе в возможности взять домой контракты, которые составили в Pebbitone. Джонс не хотела подписывать его до того, как контракт будет рассмотрен кем-то другим, возможно, адвокатом. Но по воспоминаниям Уоткинс, она с Лопес просила Джонс покинуть группу ещё до подписания контрактов.
28 февраля Уоткинс и Лопес подписывают контракты с компанией Pebbitone. Третьей участницей группы стала Розонда Томас, которая была взята из подтанцовки R’n’B-дуэта Damian Dame. Контракт с Томас был подписан в апреле 1991 года, приблизительно в это же время название группы было сокращено до «TLC». Для того, чтобы сохранить имя «TLC» как аббревиатура имён девушек, были придуманы псевдонимы: Уоткинс стала «T-Boz», Лопес стала «Left Eye» и Томас стала «Chilli». Затем, в мае был подписан контракт с LaFace Records, через менеджмент Pebbitone, их записи будут распределены Arista Records/BMG. Девушки вместе с Рид, Эдмондс, Далласом Остином, Джермейн Дюпри и Марлон Уильямс приступили к записи своего первого альбома. Новое трио дебютировало в качестве бэк-вокалистов в «Rebel (With a Cause)», трек из единственного альбома Джермейн Джексон в звукозаписывающей компании LaFace Records, You Said (1991).

### 1992-93:Ooooooohhh… On the TLC Tipи ранний успех
Их дебютный альбом, Ooooooohhh … На TLC Tip, был выпущен 25 февраля 1992 года, звукозаписывающая компания LaFace / Arista Records. Песни в альбоме представляют собой смесь из фанка (Уоткинс), хип-хоп (Лопес), и R&B (Томас). Альбом имел критический и коммерческий успех, был продан в количестве четырёх миллионов копий в Соединённых Штатах и был сертифицирован RIAA как четырёхкратный платиновый.
После первого гастрольного тура по США участницы группы получают очень маленький гонорар и сообщают Перри Рид о том, что они отказываются от её услуг как менеджера, однако контракт с Pebbitone остаётся в силе. Также в 1994 году TLC играют музыкальную группу «Sex as a Weapon» в кинофильме «Домашняя вечеринка 3» кинокомпании New Line Cinema.
Лиза «Лефт Ай» Лопес страдала от алкогольной зависимости и пыталась вылечиться. По её словам, она пристрастилась к алкоголю из-за проблем в прошлом.
В 1994 году Лопес, заподозрив своего бойфренда, футболиста Андре Райсона, в измене, находясь в сильном алкогольном опьянении сожгла его дом. В суде ей, благодаря адвокатам, удалось избежать сурового наказания, но все же Лиза получила 5 лет лишения свободы условно, ей пришлось выплатить огромный штраф (который платила группа) и пройти программу реабилитации.

### 1994-97:CrazySexyCool, пик популярности и банкротство
При создании второго студийного альбома CrazySexyCool трио вновь сотрудничает с Далласом Остином, Кеннетом «Babyface» Эдмондсом и Джермейном Дюпри, а также новыми людьми Организед Нойз, Чаки Томпсон и Шон Комбc (P. Diddy). Дата выхода альбома 15 ноября 1994 года, CrazySexyCool был высоко оценён критиками и был включен в рейтинг 500 величайших альбомов всех времён по версии журнала Rolling Stone. CrazySexyCool дебютировал под номером три в Billboard 200 и провёл более двух лет в данном рейтинге. Альбом был продан тиражом более 11 миллионов копий только в США и до сих пор остаётся единственным альбомом женской певческой группы в истории, получивший бриллиантовый сертификат от Американской ассоциации звукозаписывающих компаний (RIAA).
Все четыре сингла с CrazySexyCool достигли топ-5 Billboard Hot 100: «Creep» and «Waterfalls» заняли первую строчку, «Red Light Special» — достиг второй, «Diggin' on You» — достиг пятой строчки.
Музыкальное видео на песню «Waterfalls» было снято режиссёром Феликсом Гэри Грейем в период с 8 по 9 июня 1995 года в Universal Studios Hollywood, Лос-Анджелес, и обошлось в 1 миллион долларов. В съёмках клипа приняли участие Элла Джойс, Букем Вудбайн, Shyheim, Пол Джей Алесси и Габриэль Брэмфорд. Как и текст песни, музыкальное видео затрагивает такие проблемы современного общества, как торговля наркотиками и СПИД/ВИЧ, впервые ставшие наиболее актуальными в 1990-х годах. 7 сентября 1995 года в Нью-Йорке на церемонии вручения премии MTV Video Music Awards видеоклип выиграл четыре награды: «Видео года», «Лучшее видео группы», «Лучшее R&B видео» и «Приз зрительских симпатий». TLC стали первыми артистами афро-американцами получившими MTV Video Music Award за видео года.
На 38-й премии Грэмми, TLC получают награду за «Лучший R&B альбом» и «Лучший R&B исполнение дуэтом или группой» за «Creep». Billboard так же назвал TLC Артистом года 1996 (Billboard Music Awards).
В разгар их очевидного успеха, участницы TLC подают заявление о банкротстве 3 июля 1995 года. TLC объявил долги на общую сумму $ 3,5 млн, некоторые из них из-за страховых выплат, вытекающих из поджога Лопес и медицинские счета Уоткинс (в детстве у Тионн была диагностирована серповидноклеточная анемия), но основная причина в том, что группа имела невыгодный контракт с Pebbitone. TLC стремились пересмотреть свой контракт 1991 года с LaFace, согласно которому они получили только 0,56 центов (на три части) за проданный альбом. TLC также хотели расторгнуть их контракт с Pebbitone. LaFace отказались пересмотреть договор, тем самым побуждая TLC подать заявление о банкротстве. И Pebbitone, и LaFace заявляли, что TLC просто хотели больше денег, и не были в реальной финансовой опасности. В результате юридических дебатов в течение двух лет, отношения были окончательно урегулированы в конце 1996. Контракт был пересмотрен — LaFace и Pebbitone согласились разорвать контракт в обмен на то, что Pebbitone будут получать процент с некоторых будущих релизов группы. TLC также приобрели права на имя «TLC», которыми ранее владела Перри Рид.
TLC записали песню для популярного скетч-шоу All That (Всякая всячина) телеканала Nickelodeon, записали саундтрек к фильму «В ожидании выдоха» (Waiting to Exhale) (1995). После повторного подписания нового контракта с LaFace группа готовится к записи следующего студийного альбома.
Уоткинс выпускает свой первый сольный сингл «Touch Myself», вошедший в сборник саундтреков к фильму «Беглецы»(1996), достигший топ-40 Billboard Hot 100. Лопес сотрудничает с другими известными женщинами-рэперами: Мисси Эллиотт, Da Brat, Энджи Мартинес при создании сингла Lil’ Kim — «Not Tonight» (1997), который достиг шестой строчки Hot 100 и получивший номинацию «лучшее Rap исполнение дуэтом или группой» на 40-й премии Грэмми.

### 1998—2001:FanMail, «на тропе войны»
Предварительная работа над третьим студийным альбомом была приостановлена, когда у группы возникли разногласия с их основным продюсером Далласом Остином, от которого Розонда Томас в 1997 родила сына Трона. Остин требовал $ 4,2 миллиона и полного творческого контроля над проектом при противостоянии продюсера и артистов. Тем временем Томас появилась в независимом кино HavPlenty, а Уоткинс вместе с рэперами Nas и DMX в фильме Belly (1998) Хайп Уильямса. Лопес начинает продюсерскую деятельность и создаёт трио «Blaque». Под её руководством Blaque выпустила в 1999 одноимённый дебютный альбом, который стал платиновым и содержал два топ-10 синглов на Billboard Hot 100, а также принимает участие в недолговечном шоу-талантов телеканала MTV — The Cut (1998). Пока продолжалось разбирательство с Остином, который создал большую часть альбома, группа начала работать с другими саунд-продюсерами. Названный FanMail альбом был выпущен в феврале 1999 года и дебютировал под номером один на Billboard 200, также был сертифицирована шестикратный платиновым RIAA за шесть миллионов копий проданных в Соединённых Штатах, а во всем мире объём продаж превышает 14 миллионов экземпляров. «No Scrubs» был выпущен как сингл и стал мировым хитом, возглавив чарты синглов в Австралии, Канаде, Ирландии, Новой Зеландии и Соединённых Штатах. Второй сингл альбома «Unpretty» стал четвёртым хитом номер один на Billboard Hot 100. Остальные три сингла также получил приличную радио-ротацию: «Silly Ho», «I’m Good at Being Bad» и баллада, написанная Эдмондсом — «Dear Lie».
На 42-й премии Грэмми , FanMail получил восемь номинаций, и выиграл три награды: Лучший R&B альбом , Лучший R&B песня и лучшее R&B исполнение дуэтом или группой с вокалом, два последних за «No Scrubs»". На премии «Lady of Soul Awards» группа была удостоена номинации «Entertainer of the Year».
Группа отправляется в мировое турне, то FanMail Tour, которое собрало более $ 72,8 млн, став самым кассовым турне среди женских групп.

Во время выхода FanMail и после этого Лопес заявляет прессе, что не может выразить себя в полной мере в рамках группы. Её роль в группе была сведена к речитативу в некоторых песнях, а есть песни, в которых её голос и вовсе не звучит, что она хотела бы участвовать в записи и вокальных партий, а не только речитатива. В конце 1999 года Vibe Magazine опубликовал письмо, написанное Лопес, в котором она предлагает Уоткинс и Томас записать по сольному альбому каждой и сравнить результаты:
«I challenge Tionne „Player“ Watkins (T-boz) and Rozonda „Hater“ Thomas (Chilli) to an album entitled The Challenge… a 3-CD set that contains three solo albums. Each (album)… will be due to the record label by October 1, 2000… I also challenge producer Dallas „The Manipulator“ Austin to produce all of the material and do it at a fraction of his normal rate. As I think about it, I’m sure LaFace would not mind throwing in a $1.5 million prize for the winner.»
В конечном итоге девушки погрязли во вражде и The Challenge никогда не был рассмотрен. После завершения турне FanMail группа сделала перерыв в совместной работе и занялись собственными интересами. Лопес первой начала запись сольного альбома «Supernova». Альбом был выпущен в Европе и только первый сингл «The Block Party» достиг Top 20 UK Singles Chart. Песня была выпущена в Соединённых Штатах за несколько недель до запланированного релиза альбома. Из-за отсутствия успеха «The Block Party» релиз альбома был отменён так же как и последующие синглы из альбома.
В 2000 году Лопес сотрудничает с Мелани Си из Spice Girls в записи её сингла «Never Be the Same Again», который стал международным хитом достигнув номер один во многих странах.

### 2002-06: смертьЛиза «Left Eye» Лопес,3DиR U The Girl
После неудачного дебютного сольного альбома «Supernova» Лопес начала работать над вторым сольным альбомом. 25 апреля 2002 года, до того, как альбом был закончен, Лопес погибла в автокатастрофе во время съёмок документального фильма в Гондурасе, который позже будет выпущен под названием «The Last Days of Left Eye» в 2007 году на канале VH1. Второй альбом «N.I.N.A.» сразу после смерти певицы был отменён.
После гибели Лизы Лопес оставшиеся участницы трио Уткинс и Томас с продюсером Далласом Остином, после небольшого перерыва, решают закончить запись четвёртого студийного альбома, который будет называться 3D. Продюсерами альбома были Эл Эй Рейд, Даллас Остин, Бэйбифейс, Мисси Эллиотт, Эдди Хастл, Jake & The Phatman, Родни «Darkchild» Джеркинс, The Neptunes, Organized Noize, Рафаэл Садик, Дэрил Симмонс и Тимбалэнд. Сначала девушки решили закрыть TLC поле выхода альбома и завершения его рекламной кампании, но в итоге решили продолжить работу в качестве дуэта. Голос Лопес можно услышать в нескольких песнях альбома 3D: вокал для двух песен она успела закончить, ещё в двух песнях использованы записи из ранее неизданных песен. Несколько песен восхваляли Лопес. «3D» был выпущен 12 ноября 2002 года.
3D дебютировал под номером шесть на Billboard 200 и был два раза сертифицирован в платиновом статусе RIAA за два миллиона проданных копий в Соединённых Штатах. Альбом не имел успеха в других странах, за исключением Японии, где он получил платиновый статус RIAJ за 200.000 проданных копий. Сингл «Girl Talk» достиг лишь 28 места Billboard Hot 100, что показывает худший результат TLC, в снятом на него видео Лопес появляется в анимационной части. За ним последовали синглы «Hands Up», который стал первым синглом, который не попал в Hot 100 (и только 7 место в Bubbling Under R&B/Hip-Hop Singles) и «Damaged» достигший 53 места Billboard Hot 100.
В июне 2003 года, более чем через год после смерти Лопес, было объявлено о последнем выступлении группы на Zootopia - ежегодном концерте, организованном нью-йоркской радиостанцией Z100, проходившем в Giants Stadium. Выступление группы было построено так, что Уоткинс и Томас выступали на фоне изображения Лопес в натуральную величину. Тем не менее, TLC в феврале 2004 вернулись на сцену на благотворительном фестивале в Японии VOICE OF LOVE POSSE.
В 2003 LaFace выпускает первый сборник хитов группы «Now & Forever: The Hits» с новой песней «Come Get Some» совместно с  Lil Jon и Sean P из YoungBloodZ. В США сборник был выпущен только в июне 2005 и дебютировал под номером 53, с 20.000 проданных копий.
25 июня 2004, Уоткинс и Томас объявляют, что запускают реалити-шоу, которое будет показано на телеканале UPN. Премьера шоу R U the Girl с Уоткинс и Томас показана 27 июля 2005. Несмотря на предположения СМИ о том, что победительница шоу станет новой участницей трио, Уоткинс и Томас поклялись никогда не заменять Лопес в TLC, а победительница примет участие в записи следующего сингла группы. В шоу победила 20-литетняя Тиффани «O’so Krispie» Бейкер, которая записала с TLC новую песню «I Bet» и исполнила её на живом концерте в финале шоу в Атланте. Примерно 4,1 миллиона зрителей посмотрели финал шоу R U the Girl 20 сентября 2005. Песня стала доступна 4 октября 2005 в iTunes и на радио, но не смогла попасть в чарты. Песня впоследствии стала бонус-треком на сборнике Now & Forever: The Hits.

### 2007-14: Приостановка иCrazySexyCool: история TLC
20 августа 2007 в Великобритании был выпущен сборник хитов «Crazy Sexy Hits: The Very Best of TLC», который стал более успешным чем Now & Forever: The Hits 2004 года, и достиг 57 места UK Albums Chart. 24 июня 2008 года, Уоткинс и Томас стали спец.гостями на BET Awards. 4 апреля 2009 выступили с сетом из 13 песен на «Springroove music festival» в Японии. 17 октября 2009 TLC выступили для 10.000 аудитории на «Justin Timberlake and Friends benefit concert» прошедшем в Лас-Вегасе. 25 мая 2011 группа выступила на финале шоу American Idol.
В 2012 году Уоткинс и Томас появляются в видео британской группы Stooshe на их кавер-версию хита TLC «Waterfalls». Он позже был включён в документальный сериал Уоткинс «Totally T-Boz», о её переезде в Калифорнию, проблемах со здоровьем и сольном творчестве. Stooshe позже исполнили «Waterfalls» на 17-й ежегодной MOBO Awards 3 ноября 2012, где TLC награждаются «за выдающийся вклад в музыку». 23 июня 2013 года TLC получил награду Legend на MTV Video Music Awards Японии, на котором они также исполнили попурри из своих синглов. 19 июня 2013, чтобы отметить свой 20-летний юбилей в музыкальной индустрии, группа выпустила в Японии эксклюзивный сборник под названием «TLC 20: 20th Anniversary Hits», который включает в себя новые версии их старых хитов, в качестве подарка для своих японских поклонников, они также записали новую версию «Waterfalls», часть Лизы Лопес в песне исполнила японская певица Намиэ Амуро. Семья Лопес посчитала это «предательством», так как они не были заранее об этом проинформированы. Уоткинс и Томас впоследствии заявили, что они не смогли получить разрешение на использование вокала Лопес для новой версии песни, но Лопес бы одобрила вокал Амуро.
В 2013 TLC приняли участие в записи сингла «Crooked Smile» американского рэпера J. Cole из его второго студийного альбома «Born Sinner». Он достиг 27 строчки Billboard Hot 100, что даёт ТLC первый топ 40 хитов в течение последних десяти лет. Так же сотрудничество получает награду «Impact Track» Hip Hop BET Awards в 2013 и номинацию на премию «За лучший видео с социальным подтекстом» на MTV Video Music Awards в 2014.
TLC подписывают новый контракт с Epic Records и выпускают американскую версию сборника «20» 15 октября 2013. Альбом включал одну новую запись «Meant to Be», написанный и спродюсированный Ни-Йо. Песня послужила саундтреком к CrazySexyCool: The TLC Story (документальный фильм, 2013). Режиссёром выступил Чарльз Стоун III, в фильме снимались Кики Палмер в роли Томас, Лил Мама в роли Лопес, Дрю Сидора в роли Уоткинс. В фильме использованы песни с TLC 20: 20th Anniversary Hits. 21 ноября 2013 премьеру посмотрели 4,5 миллиона зрителей и это самый высокий рейтинг за последние 5 лет для VH1. Сразу три альбома TLC попали в Billboard 200: «20» на 12 строчку, «CrazySexyCool» на 108 и «Now and Forever: The Hits» на 169.
24 ноября 2013 TLC исполняют «Waterfalls» на премии American Music Awards, партии Лопес исполняет Лил Мама. Позже TLC исполняют «No Scrubs» с Лил Мама на телешоу «Танцы со звёздами». В январе 2014 группа выступает на «Super Bowl Concert Series» канала VH1 в Нью-Йорке.
TLC объявляют о своём первом турне по Австралии, состоявшем из концертов в Сиднее, Брисбене , Мельбурне и Перте.
12 декабря 2014 TLC выпустили новую рождественскую песню под названием «Gift Wrapped Kiss».

### 2015-настоящее время: Main Event Tour и заключительный студийный альбом

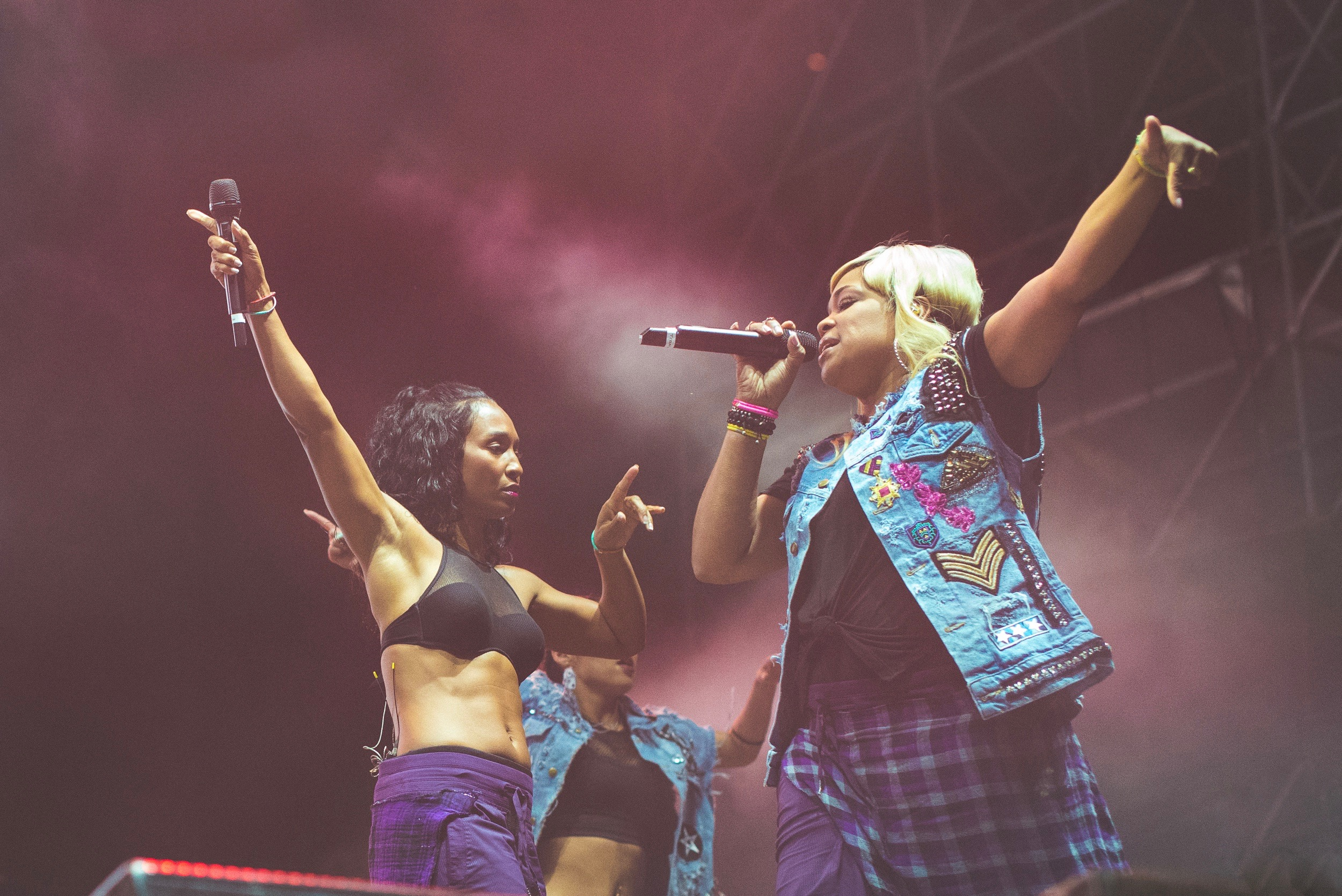
Чилли и Ти Боз в 2016 году

TLC начали работу над своим пятым студийным альбомом, название которого пока не известно. Релиз назначен на 2017 год. Как сообщается, они работают с такими продюсерами как Rock City и Далласом Остином, а также сообщается о сотрудничестве с поп-звездой Леди Гага на песню под названием «Posh Life», которую Гага первоначально написал с Остином для себя.
Подтверждённые названия треков включают «Pretty Little Scar» и «Breaking Bad».Приглашённые исполнители, такие как Лил Мама, как ожидается, появится в альбоме.
19 января 2015 года TLC объявили о намерении выпустить свой пятый и последний студийный альбом на Kickstarter. Девушки попросили поклонников помочь с финансированием альбома, с пожертвованием не менее $5, чтобы собрать не менее $ 150 000. Меньше чем за 48 часов, они превысили свою цель и стали «самым быстрым финансируемым поп-проектом в истории Kickstarter». Среди артистов, пожертвовавших New Kids on the Block ($10 000), Кети Перри ($5000), Soulja Boy, Бетт Мидлер and Джастин Тимберлейк. Кампания Kickstarter получила в общей сложности $ 400 000. В интервью, опубликованном после кампании по сбору средств Уоткинс и Томас заявили, что они бы никогда не прекратили совместную деятельность и будут продолжать работать как TLC.
В мае 2015 TLC отправилась к турне «The Main Event Tour» по Северной Америке совместно с группой New Kids on the Block и рэпером Nelly.
24 сентября 2015 года группа объявила через пост в их блоге на Kickstarter, что альбом будет выпущен в 2017. Девушки обратились к брату Лизы Лопес с просьбой о содействии при создании присутствия Лопес в альбоме, так как у неё осталось много невышедшего материала.
В июне 2016 года, Уоткинс объявил, что они закончили альбом. 28 октября 2016, в Японии TLC выпустили две новые песни из нового альбома под названием «Joyride» and «Haters», которые заняли первую строчку в чарте iTunes R&B chart в японском сегменте.
1 марта 2017, было объявлено, что группа действительно выпустит свой последний студийный альбом летом. Ходят слухи, что они сотрудничают с Далласом Остином и Канди Баррусом. 4 апреля было подтверждено, что альбом выйдет 30 июня 2017. Первый сингл «Way Back» из альбома при участии Снуп Догга был выпущен 14 апреля 2017 на всех цифровых платформах. Сингл был спродюсирован D’Mile и выпущен новым независимым лейблом — «852 Musiq», образованным TLC и входящим в RED Distribution США.

## Дискография
Альбомы:
- Ooooooohhh... On the TLC Tip (1992)
- CrazySexyCool (1994)
- FanMail (1999)
- 3D (2002)
- TLC (2017)

Сборники:
- Now & Forever: The Hits (2004)
- Crazy Sexy Hits: The Very Best of TLC (2007)
- Playlist: The Very Best of TLC (2009)
- We Love TLC (2010)
- 20 (2013)

Концертные туры:
- 1992: MC Hammer's Too Legit to Quit Tour
- 1992—1993: Bobby Brown No Humpin' Around Tour (opening act)
- 1994—1996: Tours co-headlining с Boyz II Men
- 1999—2000: FanMail Tour
- 2009—2011: TLC Reunion Tour
- 2015: The Main Event Tour (с группой New Kids on the Block и певцом Nelly)